# Lorenzo Ferrero

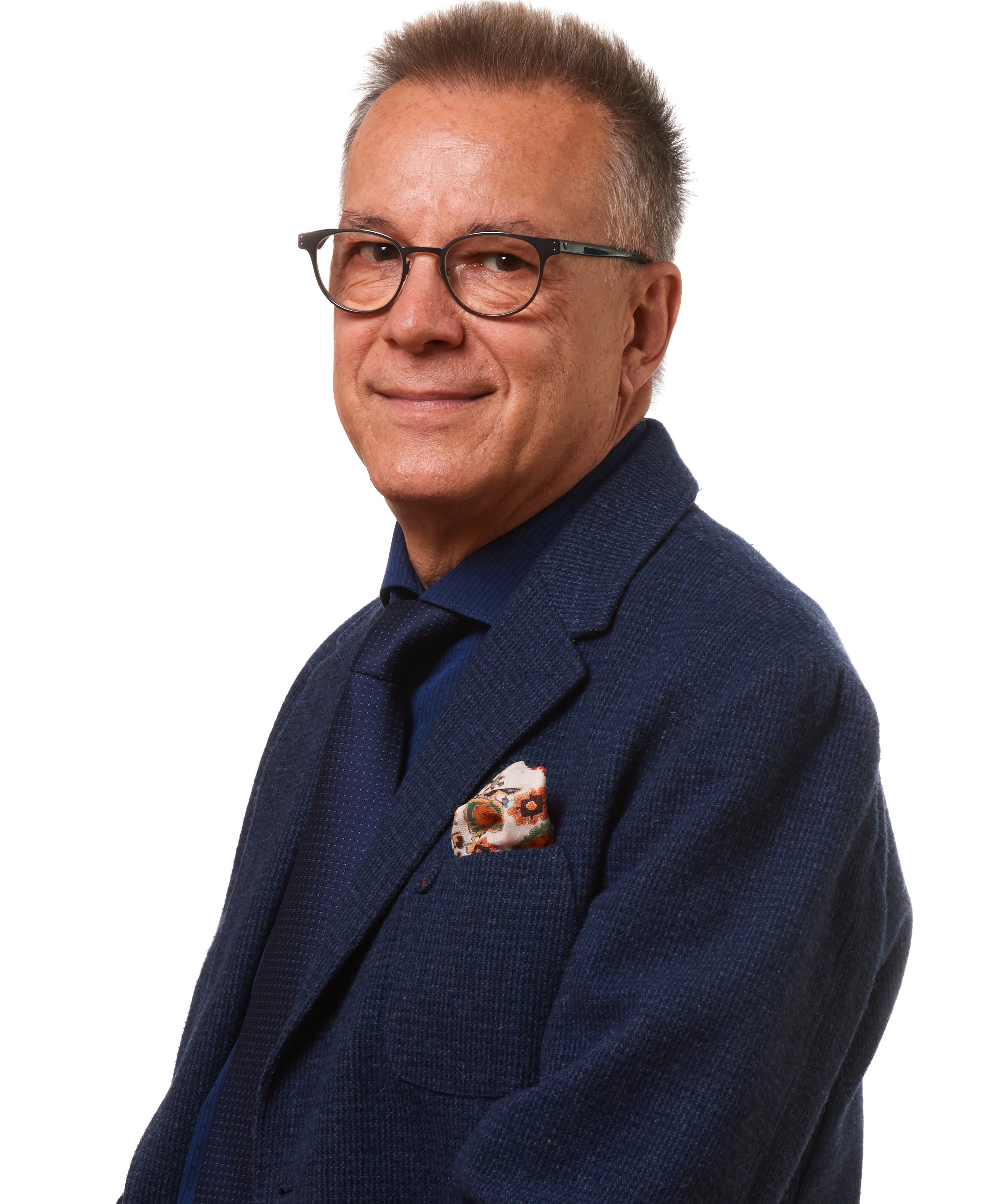
Lorenzo Ferrero

Lorenzo Ferrero (* 17. November 1951 in Turin) ist ein italienischer zeitgenössischer Komponist, Librettist, Autor und Buch-Editor. Er komponiert seit seiner frühen Jugend und schrieb bis jetzt über hundert Kompositionen, darunter zwölf Opern, drei Ballette, zahlreiche Orchester-, Kammermusik-, Soloinstrumental- und Vokalwerke. Seine Musiksprache zeichnet sich durch Eklektizismus, stilistische Vielseitigkeit und eine neotonale Sprache aus.

## Biografie
Ferrero studierte in Turin von 1969 bis 1973 am Musikkonservatorium Komposition bei Massimo Bruni und Enore Zaffiri. An der Turiner Universität studierte er Philosophie bei Gianni Vattimo und Massimo Mila und erhielt seinen akademischen Grad im Fach Ästhetik mit einer Arbeit über John Cage im Jahr 1974.
Sein frühes Interesse an der Psychologie der Wahrnehmung und Psychoakustik führte ihn zu IMEB, dem Internationalen Institut für Elektroakustische Musik in Bourges, wo er zwischen 1972 und 1973 Forschungen über elektronische Musik betrieb, zu IRCAM in Paris, und 1974 zur Musik/Dia/Licht/Film-Galerie in München.

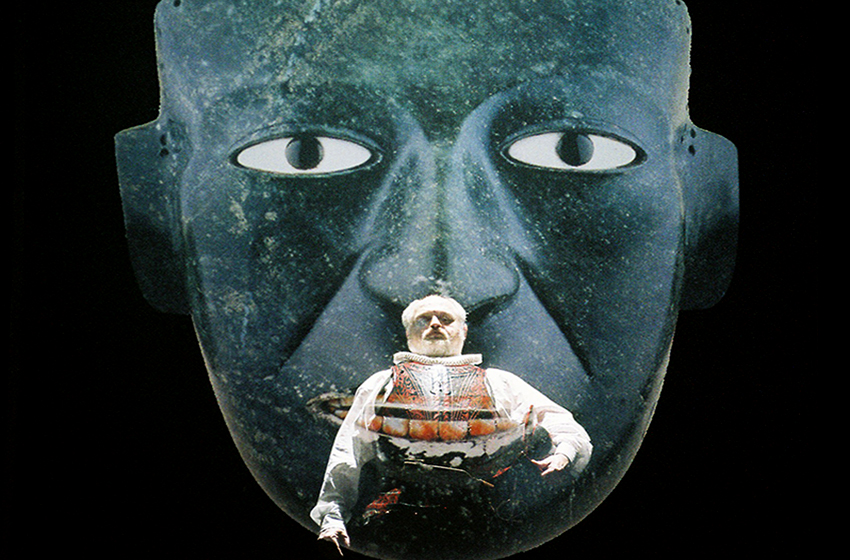
Szene aus der Oper La Conquista, 2005

Lorenzo Ferrero hat Aufträge von zahlreichen Festivals und Institutionen erhalten. Seine Werke werden in ganz Europa und Nordamerika aufgeführt. Zu seinen bekanntesten Kompositionen gehören die Opern Marilyn, La figlia del mago, Salvatore Giuliano, Charlotte Corday, La Conquista und Risorgimento!, das erste Klavierkonzert, das Tripelkonzert für Violine, Violoncello und Klavier, die Suite von sechs sinfonischen Dichtungen La Nueva España, der Liederzyklus Canzoni d'amore, Parodia, Ostinato, Glamorama Spies, Capriccio für Klavier und Streichorchester, Tempi di quartetto für Streichquartett, und das Ballett Franca Florio, regina di Palermo. Im Jahr 1986 nahm er am Prix Italia mit seinem Werk La fuga di Foscolo teil. Seine Musik wird von Casa Ricordi Milan veröffentlicht.
Als künstlerischer Leiter managte er in Italien das Festival Puccini in Torre del Lago (1980–1984), das Unione musicale in Turin (1983–1987), Arena von Verona (1991–1994) und das Musica 2000 in Turin. Im Jahr 1999 war er Mitbegründer und Koordinator der Festa della Musica, ein Schaufenster von Klassik, Jazz und Weltmusik in Mailand, und vier Jahre später hat er das Ravello Festival geleitet. 

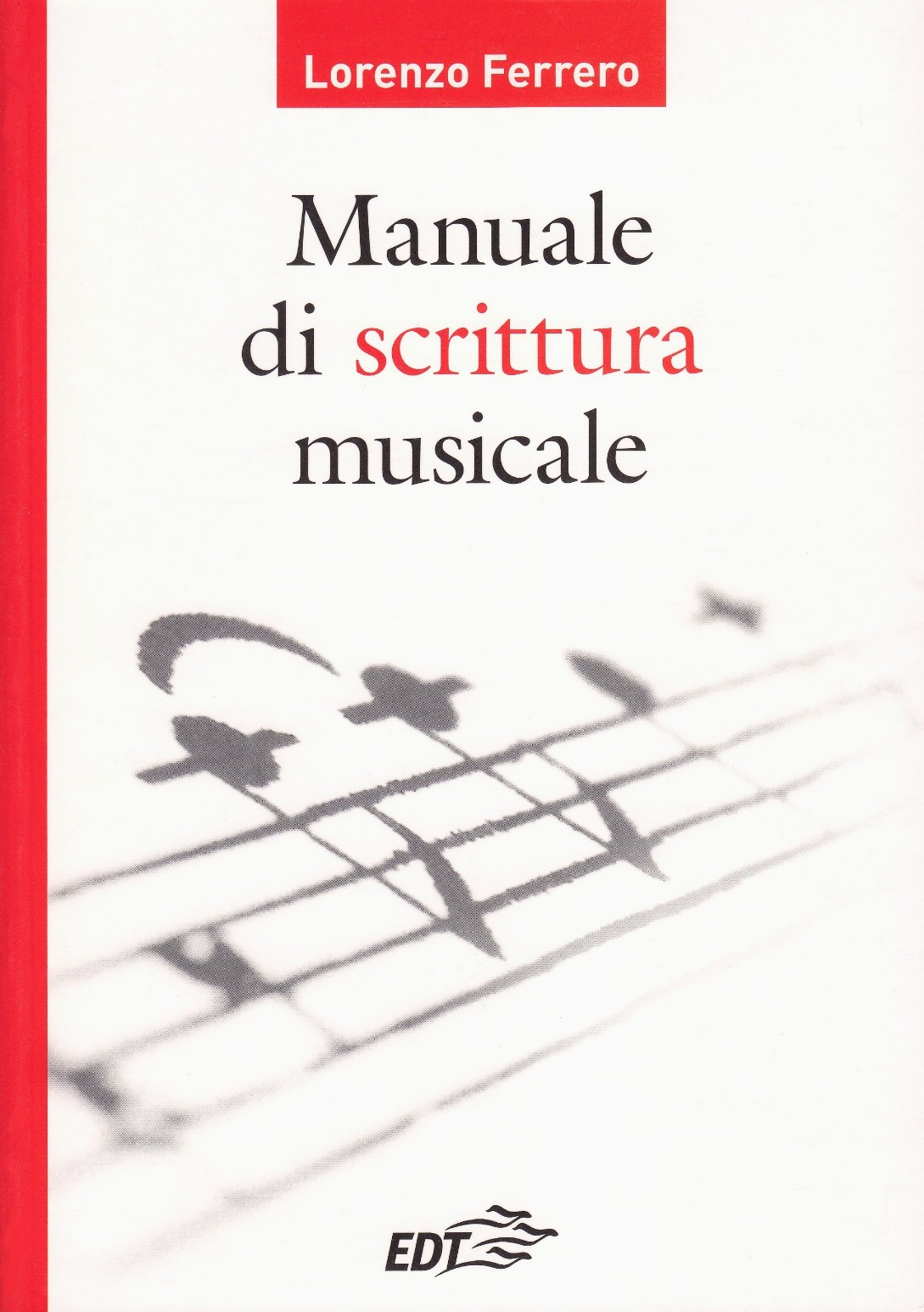

Im Jahr 2007 wurde Lorenzo Ferrero in den Vorstand berufen und zum Vizepräsidenten der SIAE gewählt, dem italienischen Autoren- und Verlegerverband. Im selben Jahr veröffentlichte er Manuale di scrittura musicale, ein Handbuch, das die Grundregeln des korrekten und eleganten Musikschreibens sowohl aus orthographischer als auch grafischer Sicht beschreibt. Das Handbuch richtet sich mit praktischen Hinweisen an alle Komponisten, Musikwissenschaftler, Lehrer, Studenten und Manuskriptbearbeiter. Im Jahr 2008 übersetzte, bearbeitete und veröffentlichte er Lo Studio dell'orchestrazione, die italienische Ausgabe von Samuel Adlers The Study of Orchestration, ein wegweisendes Handbuch.
Lorenzo Ferrero war Professor für Komposition am Mailänder Konservatorium von 1980 bis 2016. Er hat Lehraufträge beim St. Mary College of Maryland und bei der LUISS Business School, einer Abteilung der Libera Università Internazionale degli Studi Sociali in Rom. Darüber hinaus, als Mitglied der italienischen Nationalen Union der Komponisten, Librettisten und Autoren, war er Mitbegründer der ECSA, der Europäischen Komponisten- und Liedschreibervereinigung. Von 2011 bis 2017 war er Vorsitzender des CIAM, dem Internationalen Rat der Musikautoren. Derzeit ist er Ehrenpräsident von CIAM.
Er wurde in The New Grove Dictionary of Opera vorgestellt, als „erfolgreichster Opernkomponist seiner Generation in Italien“ und im The New Penguin Opera Guide als „ein Hauptexponent der neotonalen Tendenzen, die eine Reihe italienischer Komponisten seiner Generation gemeinsam verfolgen, und der ein erfolgreiches Zeichen für das erzählende Musiktheater setzte, mit dem ein breiteres Publikum erreicht werden soll als von den Erben der modernistischen Tradition.“

## Werke
Zusätzlich zu den unten aufgeführten Originalwerken, vollendete Lorenzo Ferrero die Orchestrierung der dritten Fassung der Oper La rondine von Giacomo Puccini, die im Teatro Regio di Torino am 22. März 1994 uraufgeführt wurde. Mit einer Gruppe von sechs anderen italienischen Komponisten schrieb er das Requiem per le vittime della mafia, eine Komposition für Solisten, Chor und Orchester nach einem italienischen Text von Vincenzo Consolo. Das Requiem wurde in der Kathedrale von Palermo am 27. März 1993 uraufgeführt. Außerdem schrieb er die Musik für die Eröffnungsfeier der Alpinen Skiweltmeisterschaften 1997, einschließlich der offiziellen Hymne, Begleitmusik für Bühnenproduktionen und eine Filmmusik. Mehrere Videos seiner Werke können auf YouTube angehört werden. Der britische Musikwissenschaftler David Osmond-Smith beschrieb seinen Stil als „eine unverfrorene Synthese klassischer Traditionen und Pop […] die nie ihre Vorläufer aus dem 19. Jahrhundert vergisst.“

### Oper
- Rimbaud, ou Le Fils du soleil, Quasi un melodramma in drei Akten (1978)
- Marilyn, Scene degli anni '50 in zwei Akten (1980)
- La figlia del mago, Giocodramma melodioso in zwei Akten (1981)
- Mare nostro, Komische Oper in zwei Akten (1985)
- Night, Oper in einem Akt (1985)
- Salvatore Giuliano, Oper in einem Akt (1986)
- Charlotte Corday, Oper in drei Akten (1989)
- Le Bleu-blanc-rouge et le noir,  Marionettenoper (1989)
- La nascita di Orfeo, Azione musicale in einem Akt (1996)
- La Conquista, Oper in zwei Akten (2005)
- Le piccole storie: Ai margini delle guerre, Kammeroper in einem Akt (2007)
- Risorgimento!, Oper in einem Akt (2011)

### Ballett
- Invito a nozze, Ballett (1978)
- Lotus Eaters, Ballett (1985)
- Franca Florio, regina di Palermo, Ballet in zwei Akten (2007)

### Orchestermusik
- Ellipse IV (Waldmusik), für Folk-Ensemble ad libitum (1977)
- Romanza seconda, für Fagott und Streicher (1977)
- Arioso, für Orchester und Live-Elektronik (1977)
- Arioso II, für großes Orchester (1981)
- Balletto, für Orchester (1981)
- My Blues, für Streichorchester (1982)
- Thema 44 (ad honorem J. Haydn), für kleines Orchester (1982)
- Ombres, für Orchester und Live-Elektronik (1984)
- The Miracle, Suite für Orchester (1985)
- Intermezzo notturno von Mare nostro, für kleines Orchester (1985)
- Intermezzo  „Portella della Ginestra“ von Salvatore Giuliano, für Orchester (1986)
- Four Modern Dances, für kleines Orchester (1990)
- Zaubermarsch, für kleines Orchester (1990)
- Concerto per pianoforte e orchestra (1991)
- Paesaggio con figura, für kleines Orchester (1994)
- Concerto per violino, violoncello, pianoforte e orchestra (1994–1995)
- Palm Beach Overture, für Orchester (1995)
- Capriccio, für Klavier und Streichorchester (1996)
- Three Baroque Buildings, Concertino für Fagott, Trompete und Streicher (1997)
- Championship Suite, für großes Orchester (1997)
- Storie di neve, Musik für die Eröffnungsfeier der Alpinen Skiweltmeisterschaft (1997)
- La Nueva España, eine Suite von sechs sinfonischer Dichtungen (1992–1999)
  - La ruta de Cortés (1992)
  - La noche triste (1996)
  - Memoria del fuego (1998)
  - Presagios (1999)
  - El encuentro (1999)
  - La matanza del Templo Mayor (1999)
- Rastrelli in Saint Petersburg, Concertino für Oboe und Streichorchester (2000)
- Two Cathedrals in the South, Concertino für Trompete und Streichorchester (2001)
- Five Easy Pieces, Transkription für Orchester (2002)
- Guarini, the Master, Concertino für Violine und Streicher (2004)
- DEsCH, für Oboe, Fagott, Klavier und Orchester (2006)
- Quattro variazioni su un tema di Banchieri: 2 Agosto. Prima variazione, für Orgel und Orchester (2008)
- Concerto per pianoforte e orchestra Nr. 2 (2009)
- Fantasy-Suite Nr. 2, für Violine und Orchester (2009)

### Kammer- und Instrumentalmusik
- Primavera che non vi rincresca, elektronisches Werk auf Tonband (1971)
- Ellipse III, für vier Spieler/Ensemblen (1974)
- Siglied, für Kammerorchester (1975)
- Romanza senza parole, für Kammerensemble (1976)
- Adagio cantabile, für Kammerensemble (1977)
- Variazioni sulla notte, für Gitarre (1980)
- Respiri, für Flöte und Klavier (1982)
- Soleils, für Harfe (1982)
- Ellipse, für Flöte (1983)
- Onde, für Gitarre (1983)
- My Rock, Versionen für Klavier und Bigband (1985)
- Empty Stage, für vier Klarinetten und Klavier (1985)
- My Blues, für Flöte und Klavier (1986)
- Passacaglia, für Flöte, Klarinette und Streichquartett (1986)
- Ostinato, für 6 Violoncelli (1987)
- Parodia, für Kammerensemble (1990)
- Discanto sulla musica sull'acqua di Händel, für Flöte, Oboe, Klarinette, Bassklarinette, Englischhorn und Schlagzeug (1990)
- Cadenza, für Klarinette und Marimba (1990)
- Musica per un paesaggio, für kleines Orchester (1990)
- Movimento americano, für Oboe, Klarinette, Fagott und Streichquartett (1992)
- Ostinato, für zwei Violoncelli und Streicher (1993)
- Portrait, für Streichquartett (1994)
- Seven Seconds, für Klarinette, Violine und Klavier (1995)
- Shadow Lines, für Bass-Flöte und Live-Elektronik (1995)
- My Piece of Africa, für Violine, Viola, Violoncello und Kontrabass (1996)
- Five Easy Pieces, für Flöte und Klavier (Version eines Klavierwerks) (1997)
- Tempi di quartetto, für Streichquartett (1996–1998)
- Glamorama Spies, für Flöte, Klarinette, Violine, Violoncello und Klavier (1999)
- Sonata, für Viola und Klavier (2000)
- Moonlight Sonata, für fünf Schlaginstrumente (2001)
- Three Baroque Buildings in a Frame, für Flöte und Streichquartett (2002)
- Macuilli Mexihcateteouch – Five Aztec Gods, für Streichquartett (2005)
- Haring at the Exhibition, Ambient-Musik (2005)
- Fantasy-Suite, für Flöte, Violoncello und Klavier (2007)
- Freedom Variations, für Trompete und Kammerensemble (2008)
- Tourists and Oracles, für elf Instrumente und Klavier zu vier Händen (2008)
- Three Simple Songs, für Flöte, Klarinette, Violine, Violoncello und Klavier (2009)
- Venice 1976 (A Parody), für Flöte, Klarinette, Violine, Violoncello und Klavier (2013)
- Country Life (2015) für Saxophon und Klavier
- A Night in Nashville (2015) für Saxophon und Klavier

### Klaviermusik
- Aivlys (1977)
- My Rag (1982)
- My Blues (1982)
- My Rock (1983)
- Rock my Tango (1990)
- Five Easy Pieces (1994)
- Seven Portraits of the Same Person (1996)
- Opus 111 - Bagatella su Beethoven (2009)

### Orgel und Cembalo
- Ellipse II, für Cembalo/Clavichord (1975)
- A Red Wedding Dress, für Orgel (1998)

### Chor- und Vokalmusik
- Fawn, für Stimme und Live-Synthesizer (1969–1970)
- Immigrati, für Stimme und Live-Synthesizer (1969–1970)
- Ellipse III, für vier beliebige Stimmen/Chöre (1974)
- Ghost-Tantra, für Stimme und Live-Synthesizer (1975)
- Missa brevis, für fünf Stimmen und zwei Live-Synthesizer (1975)
- Le Néant où l'on ne peut arriver, Oratorium für Solostimmen, gemischten Chor und Orchester (1976)
- Non parto, non resto, für gemischten Chor (1987)
- Introito, Teil des Requiems per le vittime della mafia für Chor und Orchester (1993)
- Night of the Nite, Arie aus Marilyn für Sopran und Klavier (1979)
- Canzoni d'amore, für Singstimme und Kammerensemble (1985)
- La fuga di Foscolo, für vier Stimmen, Sprecher und kleines Orchester (1986)
- Poi andrò in America, Arie aus Salvatore Giuliano für Stimme und Orchester (1986)
- Ninna-Nanna, für Tenor und Klavier (1986)
- La Conquista, sinfonische Chorsuite (2006)
- Canti polacchi, für Frauenchor und Orchester (2010)
- Senza parole, für gemischten Chor (2012)

### Bühnenmusik
- Nebbia di latte, für Flöte und Live-Elektronik (1987)
- La cena delle beffe, Bühnenmusik für Carmelo Bene (1988)
- Maschere, für Streichquartett, für Le Massere von Carlo Goldoni (1993)
- Lontano dagli occhi, für einen Schauspieler, vier Stimmen und Klavierquartett (1999)
- Mozart a Recanati, für eine Schauspielerin, eine Stimme, Streichtrio, Klarinette und Klavier (2006)

### Filmmusik
- Anemia

### Bücher und Buchbeiträge
- Lorenzo Ferrero, Manuale di scrittura musicale, Torino: EDT Srl, 2007. ISBN 978-88-6040-062-8
- Lorenzo Ferrero (Hrsg.), Lo studio dell'orchestrazione, Torino: EDT Srl, 2008. ISBN 978-88-7063-702-1
- Lorenzo Capellini, Nascita di un'opera: Salvatore Giuliano, Bologna: Nuova Alfa Editoriale, 1987. ISBN 88-7779-008-3
- Piero Ostali (Hrsg.), Il Piccolo Marat: Storia e rivoluzione nel melodramma verista. Atti del terzo convegno di studi su Pietro Mascagni, Milan: Casa Musicale Sonzogno, 1990.
- S. Harpner (Hrsg.), Über Musiktheater: Eine Festschrift, Munich: Ricordi, 1992.
- S. Pozzi (Hrsg.), La musica sacra nelle chiese cristiane, Bologna: Alfastudio, 2002.
- P. Donati und E. Pacetti (Hrsg.), C'erano una volta nove oscillatori... Lo studio di fonologia della Rai di Milano nello sviluppo della nuova musica in Italia, Teche. Rome: RAI Teche; Milano: Scuole civiche di Milano, Fondazione di partecipazione, Accademia internazionale della musica, Istituto di ricerca musicale; Rome: RAI-ERI, 2002. ISBN 88-397-1206-2.
- P. Maurizi (Hrsg.), Quattordici interviste sul «nuovo teatro musicale» in Italia, Perugia: Morlacchi Editore, 2004. ISBN 88-88778-80-2
- Bálint Ándras Varga (Hrsg.), Der Komponisten Mut und die Tyrannei des Geschmacks, Hofheim: Wolke Verlag, 2016. ISBN 978-3955930714
- S. Zurletti (Hrsg.), Ars nova. Ventuno compositori italiani di oggi raccontano la musica, Roma: Castelvecchi Editore, 2017. ISBN 9788869447747

## Diskografie
| Jahr | Titel | Genre            | Musiklabel  |
| ---- | --- | ---------------- | ----------- |
| 1991 | Lorenzo Ferrero – Concerto per pianoforte e orchestra, Parodia, Ostinato, Canzoni d'amore                                                          | Klassische Musik | Nuova Era   |
| 1992 | Lorenzo Ferrero – Mare nostro | Klassische Musik | Ricordi     |
| 1998 | Lorenzo Ferrero – Different Views: La ruta de Cortés, La noche triste, Championship Suite, Palm Beach Overture                                     | Klassische Musik | BMG Ricordi |
| 1999 | Lorenzo Ferrero – Capriccio per pianoforte e archi, Concerto per violino, violoncello, pianoforte e orchestra, Concerto per pianoforte e orchestra | Klassische Musik | BMG Ricordi |
| 2000 | Lorenzo Ferrero – La Nueva España | Klassische Musik | Naxos       |
| 2013 | Lorenzo Ferrero – Tempi di quartetto | Klassische Musik | Klanglogo   |
| 2020 | Lorenzo Ferrero – A Life in Waves: Four Modern Dances, Intermezzo Notturno, Parodia, Paesaggio con Figura, My Blues                                | Klassische Musik | Klanglogo   |
| 2021 | Lorenzo Ferrero – Baroque Revisited: Rastrelli in Saint Petersburg, Tree Baroque Buildings, Guarini, the Master, Two Cathedrals in the South       | Klassische Musik | Klanglogo   |

| Jahr | Titel                                                                        | Genre               | Musiklabel                   |
| ---- | ---------------------------------------------------------------------------- | ------------------- | ---------------------------- |
| 1972 | Musica Elettronica – Computer Music: Immigrati, Fawn                         | Elektronische Musik | Compagnia Editoriale Pianeta |
| 1972 | Les Saisons: Primavera che non vi rincresca                                  | Elektronische Musik | IMEB                         |
| 1976 | Steirischer Herbst – Ferrero-Neuwirth-Rühm: Le Néant où l'on ne peut arriver | Klassische Musik    | ORF                          |
| 1983 | Marco Fumo – Piano in Rag: My Rag                                            | Klassische Musik    | Fonit Cetra                  |
| 1983 | Fantasia su Roberto Fabbriciani: Ellipse                                     | Klassische Musik    | Philips                      |
| 1987 | Steirischer Herbst – Musikprotokoll 1987: Ostinato                           | Klassische Musik    | ORF                          |
| 1991 | Davide Ficco – Autori Italiani Contemporanei: Onde                           | Klassische Musik    | Oliphant                     |
| 1994 | Flavio Cucchi – Italian Guitar Music: Onde                                   | Klassische Musik    | Arc Music                    |
| 1995 | Dominique Visse – Songs for Seven Centuries: Mi palpita il cuore             | Klassische Musik    | King Records                 |
| 2002 | Sentieri selvaggi – Bad Blood: Glamorama Spies                               | Klassische Musik    | Sensible Records             |
| 2003 | Saxophone Colours – Italian & French music for saxophone and piano: My Blues | Klassische Musik    | Stradivarius                 |
| 2004 | L'arte del funambolo – new Italian music for saxophone & piano: My Blues     | Klassische Musik    | Stradivarius                 |
| 2006 | Sentieri selvaggi – AC/DC: Glamorama Spies                                   | Klassische Musik    | Cantaloupe Music             |
| 2009 | Ex Novo Ensemble – Ex Novo Ensemble: Three Simple Songs                      | Klassische Musik    | Stradivarius                 |
| 2011 | Duo Alterno – La voce contemporanea in Italia: Canzoni d'amore               | Klassische Musik    | Stradivarius                 |
| 2012 | Alberto Mesirca – ALBORADA Musica di autori italiani contemporanei: Onde     | Klassische Musik    | dotGuitar.It                 |
| 2017 | Mimmo Malandra – NOVOSAX Great Composers for Mimmo: Country Life             | Klassische Musik    | Sterling Records             |

| Jahr | Titel | Genre               | Musiklabel     |
| ---- | --- | ------------------- | -------------- |
| 1982 | Zeitgenössische Musik in der Bundesrepublik Deutschland, 1970–1980: Glas-Spiele (als Interpret)                                          | Elektronische Musik | Harmonia mundi |
| 1986 | Josef Anton Riedl – Klangfelder: Klangsynchronie II, Reaktion auf Komposition für Elektronische Klänge Nr. 2, Epiphyt II (als Interpret) | Elektronische Musik | Loft           |
| 2009 | Josef Anton Riedl – Klangregionen 1951–2007: Mix Fontana Mix, Klangsynchronie I (als Interpret)                                          | Elektronische Musik | Edition RZ     |
| 2010 | Josef Anton Riedl – vielleicht-perhaps-peut-être: Glas-Spiele (als Interpret)                                                            | Elektronische Musik | Neos           |

| Jahr | Titel | Genre            | Musiklabel     |
| ---- | --- | ---------------- | -------------- |
| 1995 | Christmas in Vienna III: Hark! The Herald Angels Sing, Noël d'autrefois, When A Child is Born, Carol of the Bells, The Twelve Days of Christmas, Kumbayah, and A Very Private Christmas – Bearbeitung von Lorenzo Ferrero | Weihnachtslieder | Sony Classical |
| 1997 | A Tenors Christmas: A Very Private Christmas – Bearbeitung von Lorenzo Ferrero | Weihnachtslieder | Sony Classical |
| 1997 | Plácido Domingo – The Domingo Collection: The Student Prince: I'll walk with God – Bearbeitung von Lorenzo Ferrero | Weihnachtslieder | Sony Classical |
| 1998 | The Best of Christmas in Vienna: Noël d'autrefois, When a Child is Born, Carol of the Bells, The Twelve Days of Christmas, Kumbayah – Bearbeitung von Lorenzo Ferrero                                                     | Weihnachtslieder | Sony Classical |
| 1998 | I'll be Home for Christmas: Hark! The Herald Angels Sing, A Very Private Christmas, The Twelve Days of Christmas, Kumbayah – Bearbeitung von Lorenzo Ferrero                                                              | Weihnachtslieder | Sony Classical |
| 2000 | Christmas All Over The World: Hark! The Herald Angels Sing – Bearbeitung von Lorenzo Ferrero | Weihnachtslieder | Sony Classical |
| 2006 | Weihnachtszeit mit Holger Wemhoff: Hark! The Herald Angels Sing, When a Child is Born – Bearbeitung von Lorenzo Ferrero                                                                                                   | Weihnachtslieder |                |